# Phục Kiến cung
Mon của gia đình Hoàng thất Nhật Bản, gia tộc mẹ của Phục Kiến cung.
Phục Kiến cung (伏見宮 Fushimi-no-miya) là chi tộc nhánh lâu đời nhất trong bốn shinnōke, tức chi tộc nhánh của gia đình Hoàng thất Nhật Bản có đầy đủ điều kiện để thừa kế Ngai vàng Hoa cúc trong trường hợp dòng chính không có ai thừa kế.
Phục Kiến cung được thành lập bởi Hoàng tử Yoshihito, con trai của Thiên hoàng Sukō. Vì chi tộc nhánh được thành lập bởi một vị hoàng tử Bắc triều, nên ba vị hoàng tử đầu tiên đôi khi không được công nhận là Phục Kiến cung Thân vương một cách hợp pháp.
Rất lâu sau đó, nhánh Oke cũng có tên là Phục Kiến cung được thành lập, nhưng một trong số đó đã được tạo ra bởi con trai của Thân vương Fushimi-no-miya Kuniye.
Trừ khi có những trường hợp đặc biệt phá lệ, thì thông thường Phục Kiến cung, cũng mang tính cha truyền con nối giống như những chi tộc nhánh khác của Hoàng thất Nhật Bản.
Những người đứng đầu Phục Kiến cung trong nhiều thế hệ:
|      | Tên                                                                                     | Sinh | Năm kế nhiệm | Thoái vị | Qua đời | Ghi chú                                                 |
| ---- | --------------------------------------------------------------------------------------- | ---- | ------------ | -------- | ------- | ------------------------------------------------------- |
| 1    | Thân vương Fushimi-no-miya Yoshihito (伏見宮 栄仁親王 Fushimi-no-miya Yoshihito shinnō) | 1351 | 1409         | .        | 1416    | Con trai của Thiên hoàng Sukō                           |
| 2    | Vương tước Fushimi-no-miya Haruhito (伏見宮 治仁王 Fushimi-no-miya Haruhito-ō)          | 1370 | 1416         | .        | 1417    |                                                         |
| 3    | Thân vương Fushimi-no-miya Sadafusa (伏見宮 貞成親王 Fushimi-no-miya Sadafusa shinnō)   | 1372 | 1425         | 1448     | 1456    | con trai của Yoshihito; cha của Thiên hoàng Go-Hanazono |
| 4    | Thân vương Fushimi-no-miya Sadatsune (伏見宮 貞常親王 Fushimi-no-miya Sadatsune shinnō) | 1426 | 1456         | .        | 1474    | anh trai của Thiên hoàng Go-Hanazono                    |
| 5    | Thân vương Fushimi-no-miya Kunitaka (伏見宮邦高親王 Fushimi-no-miya Kunitaka shinnō)    | 1456 | 1474         | 1516     | 1532    |                                                         |
| 6    | Thân vương Fushimi-no-miya Sadaatsu (伏見宮 貞敦親王 Fushimi-no-miya Sadaatsu shinnō)   | 1488 | 1504         | 1545     | 1572    |                                                         |
| 7    | Thân vương Fushimi-no-miya Kunisuke (伏見宮 邦輔親王 Fushimi-no-miya Kunisuke shinnō)   | 1513 | 1531         | .        | 1563    |                                                         |
| số 8 | Thân vương Fushimi-no-miya Sadayasu (伏見宮 貞康親王 Fushimi-no-miya Sadayasu shinnō)   | 1547 | 1563         | .        | 1568    |                                                         |
| 9    | Thân vương Fushimi-no-miya Kuninobu (伏見宮 邦房親王 Fushimi-no-miya Kuninobu shinnō)   | 1566 | 1575         | .        | 1622    | con trai của Kunisuke                                   |
| 10   | Thân vương Fushimi-no-miya Sadakiyo (伏見宮 貞清親王 Fushimi-no-miya Sadakiyo shinnō)   | 1596 | 1605         | .        | 1654    |                                                         |
| 11   | Thân vương Fushimi-no-miya Kuninari (伏見宮 邦尚親王 Fushimi-no-miya Kuninari shinnō)   | 1615 | 1626         | .        | 1654    |                                                         |
| 12   | Thân vương Fushimi-no-miya Kunimichi (伏見宮 邦道親王 Fushimi-no-miya Kunimichi shinnō) | 1641 | 1649         | .        | 1654    | con trai của Sadakiyo                                   |
| 13   | Thân vương Fushimi-no-miya Sadayuki (伏見宮 貞致親王 Fushimi-no-miya Sadayuki shinnō)   | 1632 | 1660         | .        | 1694    | con trai của Sadakiyo                                   |
| 14   | Thân vương Fushimi-no-miya Kuninaga (伏見宮 邦永親王 Fushimi-no-miya Kuninaga shinnō)   | 1676 | 1695         | .        | 1726    |                                                         |
| 15   | Thân vương Fushimi-no-miya Sadatake (伏見宮 貞建親王 Fushimi-no-miya Sadatake shinnō)   | 1701 | 1715         | .        | 1754    |                                                         |
| 16   | Thân vương Fushimi-no-miya Kunitada (伏見宮 邦忠親王 Fushimi-no-miya Kunitada shinnō)   | 1732 | 1743         | 1754     | 1759    |                                                         |
| 17   | Thân vương Fushimi-no-miya Sadamochi (伏見宮 貞行親王 Fushimi-no-miya Sadamochi shinnō) | 1760 | 1763         | .        | 1772    | con trai của Hoàng đế Momozono                          |
| 18   | Thân vương Fushimi-no-miya Kuniyori (伏見宮 邦頼親王 Fushimi-no-miya Kuniyori shinnō)   | 1733 | 1774         | .        | 1802    | con trai của Sadatake (# 15)                            |
| 19   | Thân vương Fushimi-no-miya Sadayoshi (伏見宮 貞敬親王 Fushimi-no-miya Sadayoshi shinnō) | 1776 | 1797         | .        | 1841    |                                                         |
| 20   | Thân vương Fushimi-no-miya Kuniie (伏見宮 邦家親王 Fushimi-no-miya Kuniie shinnō)       | 1802 | 1817         | .        | 1872    | Ông tổ của các ōke                                      |
| 21   | Thân vương Fushimi-no-miya Sadanori (伏見宮 貞教親王 Fushimi-no-miya Sadanori shinnō)   | 1836 | 1848         | .        | 1862    |                                                         |
| 22   | Thân vương Fushimi-no-miya Sadanaru (伏見宮 貞愛親王 Fushimi-no-miya Sadanaru shinnō)   | 1858 | 1862         | .        | 1923    |                                                         |
| 23   | Vương tước Fushimi-no-miya Hiroyasu (伏見宮 博恭王 Fushimi-no-miya Hiroyasu-ō)          | 1875 | 1923         | .        | 1946    |                                                         |
| 24   | Vương tước Fushimi-no-miya Hiroaki (伏見宮 博明王 Fushimi-no-miya Hiroaki-ō)            | 1932 | 1946         | 1947     | .       | Đầu hiện tại; cháu trai của Hiroyasu                    |

Tất cả các sesshu shinnōke và ōke, cùng với kazoku đã bị tước địa vị và trở thành thường dân trong thời kỳ Mỹ chiếm đóng Nhật Bản vào năm 1947.